# كايشو سانو
كايشو سانو (باليابانية: 佐野 海舟) (مواليد 30 ديسمبر 2000) هو لاعب كرة قدم ياباني.

## وصلات خارجية
- كايشو سانو على موقع رابطة كرة القدم اليابانية للمحترفين (اليابانية)
- كايشو سانو على موقع إي إس بي إن إف سي (الإنجليزية)
- كايشو سانو على موقع قاعدة بيانات كرة القدم.إي يو (الإنجليزية)
- كايشو سانو على موقع ناشيونال فوتبول تيمز (الإنجليزية)
- كايشو سانو على موقع Soccerbase.com (لاعب) (الإنجليزية)
- كايشو سانو على موقع Soccerway.com (الإنجليزية)
- كايشو سانو على موقع عالم كرة القدم.نت (الإنجليزية)